# Cristina Llovera
Cristina Llovera (ur. 1 października 1996 w Andorra La Vella) – andorska lekkoatletka, sprinterka.
Była najmłodszą uczestniczką zawodów lekkoatletycznych podczas igrzysk olimpijskich w Londynie w sierpniu 2012 roku, a także najmłodszą osobą reprezentującą Andorę na igrzyskach olimpijskich.

## Osiągnięcia
| Rok  | Impreza                                | Miejsce          | Konkurencja        | Lokata        | Wynik   |
| ---- | -------------------------------------- | ---------------- | ------------------ | ------------- | ------- |
| 2012 | Mistrzostwa Europy                     | Helsinki         | bieg na 100 m      | eliminacje    | 13,01   |
| 2012 | Mistrzostwa świata juniorów            | Barcelona        | bieg na 100 m      | eliminacje    | 13,07   |
| 2012 | Igrzyska olimpijskie                   | Londyn           | bieg na 100 m      | preeliminacje | 12,78   |
| 2013 | III liga drużynowych mistrzostw Europy | Bańska Bystrzyca | bieg na 100 m      | 11. miejsce   | 12,91   |
| 2013 | III liga drużynowych mistrzostw Europy | Bańska Bystrzyca | bieg na 200 m      | 12. miejsce   | 12,91   |
| 2013 | Mistrzostwa świata juniorów młodszych  | Donieck          | bieg na 100 m      | eliminacje    | 12,92   |
| 2015 | Mistrzostwa Europy juniorów            | Eskilstuna       | bieg na 100 m      | eliminacje    | 12,19   |
| 2015 | III liga drużynowych mistrzostw Europy | Baku             | bieg na 100 m      | 8. miejsce    | 12,34   |
| 2015 | III liga drużynowych mistrzostw Europy | Baku             | bieg na 200 m      | 10. miejsce   | 25,61   |
| 2015 | III liga drużynowych mistrzostw Europy | Baku             | sztafeta 4 × 100 m | 8. miejsce    | 50,76   |
| 2015 | III liga drużynowych mistrzostw Europy | Baku             | sztafeta 4 × 400 m | 11. miejsce   | 4:17,57 |
| 2018 | Halowe mistrzostwa świata              | Birmingham       | bieg na 60 m       | eliminacje    | 7,84    |
| 2018 | Mistrzostwa małych krajów Europy       | Schaan           | bieg na 100 m      | 7. miejsce    | 12,25   |
| 2018 | Mistrzostwa małych krajów Europy       | Schaan           | bieg na 200 m      | 8. miejsce    | 24,95   |

## Rekordy życiowe
- Bieg na 60 metrów (hala) – 7,73 (2018) rekord Andory
- Bieg na 100 metrów – 12,01 (2018) rekord Andory
- Bieg na 200 metrów – 24,95 (2018) rekord Andory

21 czerwca 2015 andorska sztafeta 4 × 100 metrów z Lloverą na pierwszej zmianie ustanowiła czasem 50,76 aktualny rekord kraju w tej konkurencji.